# 삿대
삿대는 배를 물가에서 떼거나 물가로 댈 때, 또는 물이 얕은 곳에서 깊은 곳으로 밀어 갈 때 쓰는 긴 막대이다. 보통 나무로 만드는데, 지름은 약 5cm로 손아귀에 잡힐 정도이고, 길이는 배에 선 자세로 강이나 호수 바닥까지 닿는 정도이다.